# Леваи, Андраш
Андраш Леваи (венг. Lévai András; 22 декабря 1908 года, Оравица — 23 апреля 2003 года, Будапешт) — специалист по атомной энергетике, доктор технических наук, профессор, академик Венгерской академии наук. Заместитель министра тяжелой промышленности Венгрии (1962—1967). Почётный доктор наук МЭИ (1972).

## Биография
Андраш Леваи родился 22 декабря 1908 года в румынском городе Оравица.  После окончания гимназии в городе Тимишоара, учился в Техническом колледже в Граце (1926), потом — в Техническом колледже Вены (1931). По окончании учебы, с 1932 по 1939 год работал главным инженером металлургического завода Титан-Нэдраг-Клан, в 1939-1940 годах — инженер по нефтепереработке  в городе Плоешти.  В 1940 году эмигрировал из Румынии и поселился в Венгрии. С 1940 по 1946 год работал на сталелитейных и металлургических заводах в Чепеле.  С 1946 по 1949 год был начальником Центра тяжелой промышленности. С 1949 по 1950 год возглавлял технический Центр и головной офис электростанции и распределительных устройств. С 1950 по 1962 год был исполнительным директором конструкторского бюро (Strength). В 1962 — 1967 годах был заместителем министра тяжелой промышленности. В должности заместителя министра подписал венгерско-советское межправительственное соглашение о строительстве в Венгрии АЭС «Пакш».
Одновременно с работой в промышленности, Андраш Леваи занимался преподавательской деятельностью, с 1953 по 1976 год был профессором кафедры теплоэнергетики Технического университета Будапешта, с 1976 по 1978 год  был профессором университета, с 1969 по 1972 год был заместителем президента Венгерской академии наук (BME). С 1999 года до своей смерти был почетным профессором Технического университета.

## Научная деятельность
Андраш Леваи был специалистом в области исследований и практического использования разнообразных систем электростанций, занимался модернизацией существующих в стране электростанций, повышением их эффективности, устранением загрязнения электростанциями окружающей среды. С середины 1950-х годов изучал вопросы размещения в стране атомных электростанций. В 1982 году в Венгрии была введена в строй первая атомная элекстростанция — АЭС Пакш. Андраш Леваи также занимался возобновляемыми источниками энергии, такими как использование солнечной энергии и др.
Андраш Леваи является автором около 150 научных работ.

## Награды и звания
Андраш Леваи в 1962 году был избран членом-корреспондентом Венгерской академии наук, с 1973 года — действительный член.
- В 1993 году получил премию Сечени за развитие энергетики и энергетической системы страны.
- Почетный доктор МЭИ (1972).
- Медали Венгерской Республики (1948, 1950, 1968).
- Орден За заслуги (1978) и др.

## Память
В 2009 году ученому открыт бюст в сквере около атомной электростанции АЭС Пакш.

## Труды
- Gazdaságossági kérdések egységes megítélésének szempontjai erőművek tervezésénél. Budapest: Mérnöki Továbbképző Intézet. 1951.
- Hőerőművek I–II. Budapest: Jegyzetsokszorosító. 1951.
- Atomerőművek. Budapest: Felsőoktatási Jegyzetellátó. 1956.
- Elméleti reaktortechnika I–III. Budapest: Budapesti Műszaki Egyetem. 1960–1963.
- Hőerőművek. Budapest: Budapesti Műszaki Egyetem. 1961.
- Reaktorszerkezetek. Budapest: Országos Atomenergia Bizottság. 1961.
- Atomtechnika I–IV. Budapest: Tankönyvkiadó. 1964.
- Maschinentechnische Einrichtungen der Wärmekraftwerke I–II. Leipzig: Verlag für Grundstoffindustrie. 1966–1968.